# Hellerup IK
Hellerup IK of kortweg HIK is een Deense voetbalclub uit de stadswijk Hellerup in de gemeente Gentofte in de Region Hovedstaden.

## Geschiedenis
De club werd op 10 december 1900 opgericht. In de seizoenen 1928, 1929 nam de club deel aan het landskampioenschap, dat toen in groepen van 5 teams gespeeld werd. HIK werd tweede achter Boldklubben 1893 en plaatste zich niet voor de eindronde. De volgende seizoenen speelde de club in de tweede klasse. In 1935 maakt de club kans op promotie naar de hoogste klasse, maar verloor in de eindronde Næstved IF. Het volgende seizoen, 1936, speelde HIK opnieuw de eindronde en won deze van Boldklubben 1908. HIK speelde de volgende vier seizoenen in de hoogste klasse. Het was telkens een strijd tegen degradatie en in 1940 werd HIK laatste en degradeerde. De club zou nooit meer terugkeren naar de hoogste klasse en speelde voornamelijk in de tweede en derde klasse.

## Erelijst
- Kampioen 2e klasse

1936

## Eindklasseringen
| Seizoen   | №  | Clubs | Divisie          | Duels | Winst | Gelijk | Verlies | Doelsaldo | Punten | Tsch |
| --------- | -- | ----- | ---------------- | ----- | ----- | ------ | ------- | --------- | ------ | ---- |
| 2000–2001 | 6  | 16    | 2. division      | 30    | 14    | 6      | 10      | 56–43     | 48     | ???  |
| 2001–2002 | 3  | 16    | 2. division      | 30    | 17    | 8      | 5       | 52–25     | 59     | 274  |
| 2002–2003 | 16 | 16    | 1. division      | 30    | 5     | 6      | 19      | 37–75     | 21     | 342  |
| 2003–2004 | 1  | 16    | 2. division      | 30    | 18    | 7      | 5       | 68–43     | 61     | 449  |
| 2004–2005 | 7  | 16    | 1. division      | 30    | 12    | 11     | 7       | 58–41     | 47     | 561  |
| 2005–2006 | 11 | 16    | 1. division      | 30    | 9     | 11     | 10      | 44–44     | 38     | 452  |
| 2006–2007 | 13 | 16    | 1. division      | 30    | 6     | 11     | 13      | 33–49     | 29     | 559  |
| 2007–2008 | 14 | 16    | 1. division      | 30    | 8     | 7      | 15      | 36–56     | 31     | 334  |
| 2008–2009 | 5  | 16    | 2. division Øst  | 30    | 14    | 6      | 10      | 44–40     | 48     | 245  |
| 2009–2010 | 7  | 16    | 2. division Øst  | 30    | 12    | 7      | 11      | 50–48     | 43     | 190  |
| 2010–2011 | 3  | 16    | 2. division Øst  | 30    | 14    | 12     | 4       | 43–24     | 54     | 219  |
| 2011–2012 | 1  | 16    | 2. division Øst  | 30    | 23    | 2      | 5       | 69–44     | 71     | 291  |
| 2012–2013 | 5  | 16    | 2. division Øst  | 30    | 15    | 6      | 9       | 58–46     | 51     | 204  |
| 2013–2014 | 2  | 16    | 2. division Vest | 30    | 15    | 10     | 5       | 51–39     | 55     | 206  |
| 2014–2015 | 6  | 16    | 2. division Øst  | 30    | 13    | 9      | 8       | 61–36     | 48     | 220  |
| 2015–2016 | 10 | 16    | 2. division      | 30    | 14    | 3      | 13      | 42–50     | 54     | 270  |

## Bekende (ex-)spelers
- Hans Aabech
- Torsten-Frank Andersen
- Henrik Larsen
- Anders Nielsen